# Лі Цін'юнь
Лі Цін'юнь — непідтверджений китайський наддовгожитель. Жив у провінції Сичуань у Китаї.
Існує багато проблем з датуванням. Наприклад, в російських джерелах роком народження Лі вважається 1680, але в англійських — 1677. Також в деяких джерелах інтернету рік смерті позначають 1934. Якщо вірити китайським джерелам, то Лі прожив 256 років (з 1677 по 1933 роки).

## Непідтверджений життєпис
За легендою Лі Цін'юнь народився у 1677 році в Ціцзянсяні, провінція Сичуань. Більшу частину життя він провів у горах Сичуань, збирав лікувальні трави і осягав таємниці довголіття. У 1748 році, коли Лі Цін'юнь був 71 рік, він переїхав до Кайсяня, щоб приєднатися до китайської армії в ролі вчителя бойових мистецтв і військового радника.
У 1927 році Лі Цін'юнь був запрошений у Ваньсянь до губернатора Сичуаня генерала Ян Сеня. Генерал був захоплений моложавістю, силою і майстерністю Лі при неймовірному віці останнього. Під час цього візиту була зроблена знаменита фотографія наддовгожителя. Після цієї зустрічі Лі Цін'юнь повернувся в рідні краї й через 6 років помер. Існує легенда, що перед смертю він сказав друзям «Я зробив усе, що мав зробити в цьому світі. Я вирушаю додому» і після цього помер.
Після смерті Лі генерал Ян Сень вирішив дізнатися правду про його життя і вік. Він зробив записи, які пізніше були видані. У 1933 році люди взяли інтерв'ю у родичів і дітей Лі. Деякі казали, що він був старий завжди, скільки вони себе пам'ятають, інші повідомили, що він дружив з їх дідусями.
Таємниця його довголіття навряд чи буде розгадана. І хоча деякі історики стверджують, що така людина дійсно існувала, більшість даних не дозволяють вважати історію про нього чимось іншим, ніж міфом. Одне з можливих пояснень зародження легенд про Лі Цін'юнь — знайомство деяких письменників та мандрівників з різними представниками однієї династії. Найбільш правдоподібне ж пояснення — спотворення фактів на етапі збору розрізнених відомостей. Існує теорія, що одна людина насправді є декількома особами, котрі маскувалися під одну людину. Ймовірна причина такої поведінки — оскільки вони займалися продажем ліків, то це була така собі гарна реклама.

## Секрет довголіття
Якщо вірити чуткам, у Лі було 200 нащадків і 24 дружини, 23 з яких він пережив, а 24-А стала його вдовою. І це цілком можливо, якщо він і справді жив 256 років. На питання про секрет довголіття він відповів:
 утримуйте тихіше серце, 

сидіть як черепаха, 
йдіть бадьорим як голуб 

та спіть подібно собаці. 
Ймовірно, мова йшла про збереження спокійного психічного стану людини й гарного сну. Відомо лише, що протягом усього життя він виконував спеціальні дихальні вправи цигун, а також пив настій з трав, рецепт якого втрачено або невідомо. За іншими джерелами це був чай з Centella asiatica.